# Јуриј Гагарин
Јуриј Алексејевич Гагарин (Клушино, 9. март 1934 — Киржач, Владимирска област, Совјетски Савез 27. март 1968) био је пилот совјетског ратног ваздухопловства и совјетски космонаут. Постао је први човек који је путовао у свемир 12. априла 1961. године, када је у летелици Восток-1 направио једну орбиту око Земље у трајању од 108 минута; овим је СССР направио велики корак напред у Свемирској трци. Одмах након лета Гагарин је постао међународна звезда. Путовао је широм света, а додељена су му многа признања и медаље, укључујући и почасно звање Хероја Совјетског Савеза - највише одликовање у тој земљи.
Рођен је у сеоцету Клушино, надомак града Гжат, који је касније преименован у „Гагарин” у његову част. У младости је радио као ливац у челичани у граду Љуберци, а касније се пријавио у совјетско ваздухопловство и служио је у ваздухопловној бази надомак норвешке границе, у мурманској области. Касније је изабран за прву класу космонаута совјетског свемирског програма, са још пет пилота.
Восток-1 остао је једини Гагариног лет у свемир. Био је резерва за лет Сојуз-1, током којег је космонаут (и његов блиски пријатељ) Владимир Комаров погинуо. Руководство СССР-а трајно је забранило Гагарину да лети у свемир, плашећи се за његову безбедност. Погинуо је при рутинском лету са својим летачким инструктором у двоседу МиГ-15, крајем марта 1968. године, у 34. години живота.

## Биографија

### Младост
Јуриј Гагарин је рођен у селу Клушино код Гжата (данас у Смоленској области, Русија) 9. марта 1934. године. Његови родитељи, отац Алексеј Иванович Гагарин и мајка Ана Тимофејевна Гагарина, радили су на колхозу. Јуриј је био треће од четворо деце, а његова старија сестра Зоја га је учила док су му родитељи радили. Док је био млад, Јуриј је био заинтересован за свемир и планете и маштао је о путовању свемиром.
До краја 1942. село су окупирали нацисти, а један немачки официр обесио је Јуријевог млађег брата Бориса о дрво и оставио га да умре, али га је мајка спасила. Борис се од тога није потпуно опоравио, а неколико година касније је окончао себи живот вешањем. Гагаринову мајку Ану немачки војник је тешко повредио косом, а отац Алексеј је претучен када је покушао да саботира млин у ком је радио и био је трајно онеспособљен. Цела породица је била протерана из свог дома, па су морали себи да ископају примитивно склониште да би преживели. Старији брат Валентин и сестра Зоја послати су у окупирану Пољску као робовска снага и нису се вратили све до краја рата.
Од 1949. до 1951. ишао је у школу у месту Љуберци покрај Москве. Његов наставник математике и науке летео је у Совјетском ратном ваздухопловству за време рата, што је могло да остави јак утисак на Гагарина. Након тога се уписао у техничку школу у Саратову. Док је био тамо, учланио се у обласни аеро-клуб и научио да лети у авиону Јак-18, а тај хоби му је одузимао много времена. Након завршетка средње школе, уписао се у војну пилотску школу у Оренбургу. Ту је упознао Валентину Горјачеву, са којом се оженио 1957. године. Након дипломирања, постао је пилот авиона МиГ-15 и распоређен је у војну базу Луостари у Мурманској области. Као одрастао човек, Гагарин је био висок само 1,57 m, што је било предност у малом кокпиту Востока. Добио је чин поручника 5. новембра 1957. године, а 6. новембра 1959. унапређен је у старијег поручника.

### Каријера у совјетском свемирском програму

#### Одабир и тренинг
Гагарин је, након велике потраге и процеса селекције, 1960. године одабран са још 19 космонаута за совјетски свемирски програм. Уз друге потенцијалне космонауте, Гагарин је био подвргнут ригорозним експериментима са циљем да се тестира његова физичка и психолошка издржљивост. Такође је прошао и интензивну обуку за предстојећи лет. Од 20 одабраних космонаута, само су Гагарин и Герман Титов ушли у најужи круг због својих изврсних учинака током обуке, као и због својих физичких особина, пошто није било много места у Востоку, а обојица су били ниски. Коначна одлука, донета у највишим нивоима Комунистичке партије Совјетског Савеза, можда је донесена због Гагариновог скромног порекла и веселе личности, насупрот Титову, који је био пореклом из средње класе. Тиме би совјетске власти показале да се у њиховој држави и обични сељак може надати да полети у свемир. Сергеј Корољов, вођа совјетског свемирског програма, такође је имао утицаја на одлуку да Гагарин буде изабран за лет Востока-1. Наиме, када је избор сужен на Гагарина и Титова, Корољов их је спровео да виде капсулу која је припремана за лет. Том приликом, унутра је први ушао Титов, а затим Гагарин, који је пре уласка скинуо ципеле и блузу да не би оштетио нешто од опреме, што је на Корољова оставило јак утисак.

#### Лет у свемиру
Гагарин је 12. априла 1961. постао први човек који је полетео у свемир у Востоку 1. Пошто је постојала велика вероватноћа да мисија не успе и Гагарин погине, направљена су три саопштења за штампу, један у случају успеха и два у случају неуспеха. Контролори на земљи су тек након 25 минута установили да је достигао стабилну орбиту. Востоком 1 је управљано аутоматски, пошто медицинско особље и конструктори летелице нису били сигурни како ће људско биће реаговати на бестежинско стање, па су ручне контроле биле закључане како Гагарин не би сам управљао летелицом (шифра за откључавање контрола је била постављена у Восток 1 у случају да се деси нешто непредвиђено). Аутоматски систем је подесио Восток 1 у положај за укључивање повратних ракета отприлике након 1 сата лета.
Ракете су се укључиле изнад западне обале Африке, близу Анголе, око 8.000 km од предвиђеног места за слетање и гореле су око 42 секунде. Због ограничења у погледу масе није било резервних ракета. Капсула је имала залихе за 10 дана које ће омогућити живот и природно опадање орбите у случају да ракете не одраде како је планирано.
Након паљења ракета за повратак, Востоков модул са опремом је неочекивано свежњем жица остао привезан за капсулу за повратак. Две половине летелице је требало да се одвоје 10 секунди након гашења ракета за повратак, али се то није десило ни после 10 минута. Летелица се нагло окретала пре него што су жице изгореле и модул се наместио у погодну оријентацију за улазак.
Гагарин је искочио падобраном на висини од 7 km и без проблема се спустио на земљу. Како су правила Међународне аеронаутичке федерације захтевала да се пилот мора спустити са својом летелицом, Совјетски Савез је инсистирао да је Гагарин слетео Востоком и Међународна аеро-наутичка федерација је признала лет. Неколико година касније је откривено да је Гагарин искочио из Востока.
Гагарин је током лета унапређен у чин мајора.

### Након лета
Након лета, Гагарин је одмах постао позната и славна личност широм света и путовао је по Италији, Уједињеном Краљевству, Немачкој, Канади и Јапану да би промовисао совјетски успех. У чин потпуковника совјетског ваздухопловства је унапређен 12. јуна 1962, а 6. новембра 1963. добио је чин пуковника. Постао је члан Врховног совјета 1962. године. Касније се вратио у Звездани град и радио на дизајну свемирске летелице која се могла користити више пута. На тим пројектима је радио 7 година.

### Смрт
Касније је Гагарин постао заменик директора за обуку у Звезданом граду. У исто време покушао је да се преквалификује у пилота ловца. На дан 27. марта 1968. године, Гагарин и његов инструктор Владимир Серјегин погинули су у МиГ-15УТИ на рутинском лету близу Киржача. Није познато шта је изазвало пад, али је истрага из 1986. показало да је турбуленција настала када је пресретач Су-11 користио допунско сагоревање („форсаж”) могла да изазове да Гагаринов авион лети неконтролисано. Временски услови су такође били лоши, што је могло допринети немогућности да се Гагарин и инструктор исправе пре него што су пали.
У својој књизи „Две стране месеца“ (енгл. Two Sides of the Moon), Алексеј Леонов прича да је летео хеликоптером у тој области истог дана када је чуо два гласна праска у даљини. Његов закључак је да је авион Сухој (који је он идентификовао као Сухој Су-15) летео испод минималне дозвољене висине, без сазнања о томе због лоших временских услова, прошао је на 10 до 20 метара од Јуријевог и Серјегиновог авиона док је пробијао звучни зид. Турбуленција која је настала изазвала је неконтролисана окретања МиГ-а. Леонов верује да је први прасак који је чуо био од авиона који је пробијао звучни зид, а да је други од пада Гагариновог авиона.
Нова теорија, коју је 2005. изнео првобитни истражитељ несреће, тврди да је претходни пилот или посада авиона случајно оставила отворену кабину, што је довело до губитка кисеоника, па Гагарин и Серјегин нису могли да управљају авионом.
Гагарин и Серјегин сахрањени су један до другог у зиду Кремља на Црвеном тргу.

## Почасти

### Завештање
Осим његовог ниског раста од 1,57 m, једна од Гагаринових најуочљивијих својстава је био његов осмех. Многи су коментирали како је Гагаринов осмех привлачио пажњу публике на честим турнејама у којима је учествовао током неколико месеци након успешне мисије Восток 1.
Гагарин је исто тако зарадио репутацију способне јавне личности. Кад је посетио Манчестер у Уједињеном Краљевству, пљуштала је киша. Међутим, Гагарин је инсистирао да покретни кров аутомобила остане спуштен, да би маса обожавалаца могла да га види. Том приликом изјавио је: „Ако су сви ови људи дошли да ме поздраве и могу да стоје на киши, могу и ја.” Гагарин је одбио кишобран и наставио је да стоји у свом Бентлију са спуштеним кровом, тако да је бодрећа поворка могла да га види.
Сергеј Корољов, један од главних организатора током раних година Совјетског свемирског програма, касније је рекао да је Гагарин поседовао осмех „који је разведравао Хладни рат”.

### Признања
Дан Гагариновог свемирског лета, 12. април, обележава се као посебан датум. Од 1962. године тај дан је прослављан у Совјетском Савезу и касније у Русији и другим пост-совјетским државама као Дан космонаутике. Од 2011. године тај дан су Уједињене нације прогласиле као Међународни дан људског свемирског лета.
Од 2001. године Јуријева ноћ се одржава као међународна прослава сваког 12. априла, ради обележавања прекретнице у истраживању свемира.
Бројне зграде и друга места на Земљи су именована по Гагарину. Центар за обуку космонаута у Звезданом граду у Русији носи његово име од 1969. године. Лансирна платформа у космодрому Бајконур, са које су Спутњик 1 и Восток 1 лансирани, је сад позната као „Гагаринов старт”. По њему се зову Гагарински рејон и град Гагарин у Русији. Једна од највећих новобеоградских улица носи његово име. Совјетска ваздухопловна академија је преименова у Гагаринову ваздухопловну академију 1968. године.
Гагарин је почаствован на Месецу од стране америчких астронаута. Њему је одао почаст Амерички свемирски програм током Аполо 11 мисије 1969. године, кад су астронаути Нил Армстронг и Баз Олдрин оставили комеморациону плакету на површини Месеца, на којој су исписана имена свих космонаута и астронаута који су до тог тренутка изгубили живот, укључујући Гагарина и Владимира Комарова. Године 1971, астронаути на мисији Аполо 15, Дејвид Скот и Џејмс Ирвин, оставили су Палог астронаута на њиховом месту слетања, као спомен свим америчким астронаутима и совјетским космонаутима који су преминули током Свемирске трке, са Јуријем Гагарином на списку међу 14 других. По њему је званично назван кратер на даљој страни Месеца, пречника 265 км.
У његову част је постављено неколико статуа.
Дана 4. јуна 1980. отворен је споменик Гагарина на Гагариновом тргу у Лењиновој авенији (Москва). Споменик је висок 42,4 метра и направљен је од титанијума (материјала који има широку примену у изради свемирских летелица). Поред стуба је и реплика десантног модула који је користио Гагарин.
Године 2011. статуа Јурија Гагарина откривена је у близини зграде Адмиралитета на крају улице Мол, у Лондону, насупрот трајне статуе Џејмса Кука. То је копија статуе изван Гагаринове бивше школе у Љуберцима. Године 2013. статуа је премештена на њену сталну локацију изван Краљевске опсерваторије у Гриничу.
Године 2012. статуа је откривена код бившег седишта агенције НАСА на Саут Вејсајд Драјву у Хјустону. Скулптура, коју је 2011. године завршио уметник/космонаут Алексеј Леонов, је поклон Хјустону од разних руских организација. Хјустонски градоначелник Анис Паркер, администратор агенције НАСА Чарлс Болден и руски амбасадор Сергеј Кислјак били присутни на церемонији посвећивања.
Гагарин је меморијализован у музици, укључујући циклус совјетских патриотских песама Сазвежђе Гагарин (рус. Созвездье Гагарина) које су написали Александра Пахмутова и Николај Добронравов током 1971. године. Најпознатије од тих песама помињу Гагаринов узвик „појехали!” („ајдемо!”). Био је инспирација за делове „Хеј Гагарин” аутора Жан Мишел Жара (на албуму Métamorphoses), „Гагарин” у извођењу групе Public Service Broadcasting и „Гагарин, волео сам те” групе Undervud.
Пловила су именована по њему. Совјетски брод за праћење Космонаут Јуриј Гагарин је изграђен 1971. године. Јерменска авиокомпанија Армавија именовала је свој први Сухој Суперџет 100 у Гагаринову част 2011. године.
Совјетски Савез је издао комеморативне новчиће на 20. и 30. годишњицу Гагариновог лета: новчић од једне рубље (1981) и 3 рубље (1991). Године 2001, ради комеморисања 40. годишњице Гагариновог лета, серија од четири кованице са његовим ликом је издата у Русији: 2 рубље (бакар-никал), 3 рубље (сребро), 10 рубљи (месинг-бакар, никал), и 100 рубљи (сребро). Године 2011, Русија је издала кованицу од 1.000 рубаља (злато) и од 3 рубље (сребро) да би се обележила 50. годишњица лета.
Године 2008, Континентална хокејашка лига је назвала свој шампионски трофеј Гагаринов куп. Године 2010. према прегледу Свемирске фондације, Гагарин је био свемирски херој који је рангиран као шести по популарности, на истом нивоу популарности са фикционим капетаном Џејмс Т. Кирком серије Звездане стазе.
Скупштина ОУН-а, је 2011. на 50. годишњицу његовог лета свемир установила празник Међународни дан лета човека у свемир. Руска документарна драма Гагарин. Први у космосу је објављена 2013. године.

## У филателији
- Совјетска поштанска марка из 1964. године у част Гагариновог путовања
- Поштански блок СССР-а, 1976.
- Поштанска марка СССР-а, 1977
- Поштанска марка за 75. годишњицу рођења ју. а. Гагарина са раније необјављеном фотографијом.
- Поштанска марка Белорусије, 2011.
- Спомен знак, Украјина, 2011.

## Публикације
Аутор је више публикација које говоре о његовом искуству у свемиру
- Пут до звезда (Дорога в космос)[28]